# Vilafrancada
Vilafrancada foi a insurreição liderada pelo Infante D. Miguel de Portugal em Vila Franca de Xira a 27 de Maio de 1823.

## História

### Antecedentes
O regime liberal instaurado em Portugal pela Revolução de 24 de Agosto de 1820 não podia satisfazer os sectores mais tradicionalistas da população, que reclamavam a restauração do absolutismo. À cabeça dos descontentes encontravam-se a rainha D. Carlota Joaquina, esposa de D. João VI, que recusara jurar a Constituição de 1822 e estava exilada em Queluz, e o filho segundo dos soberanos, o Infante D. Miguel.

### A insurreição

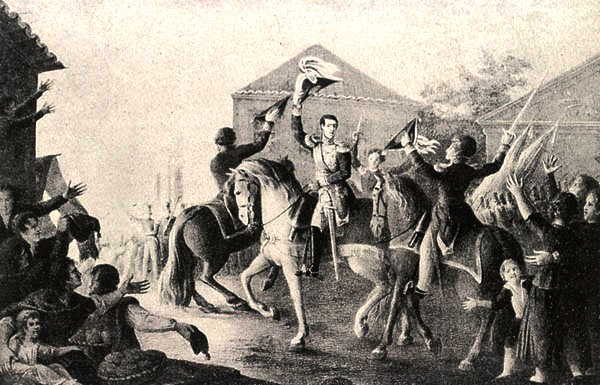
D. Miguel saúda os soldados ao chegar a Vila Franca.

O ano de 1823 trouxe aos miguelistas a ocasião por que esperavam. A invasão de Espanha por tropas francesas mandatadas pela Santa Aliança para esmagar o regime constitucional e reconduzir ao poder o rei Fernando VII encorajara o levantamento absolutista do conde de Amarante no norte de Portugal e animou o partido da rainha a revoltar-se abertamente, confiante no auxílio francês. A 27 de Maio de 1823, o Infante D. Miguel deslocou-se a Vila Franca e aí se lhe juntou um regimento de infantaria que deveria ter seguido para Almeida a reforçar a fronteira contra as investidas dos revoltosos nortenhos. Foram dados vivas à monarquia absoluta, e é de crer que o infante e a rainha projectassem mesmo a abdicação de D. João VI, que se mantinha fiel à Constituição que jurara.
No final do mês, porém, D. João VI decidiu tomar a direcção da revolta, encorajado pelo levantamento do Regimento de Infantaria 18, que viera ao Palácio da Bemposta dar-lhe vivas como rei absoluto; partindo para Vila Franca, obrigou o infante rebelde a submeter-se-lhe e regressou a Lisboa em triunfo. As cortes dispersaram-se, vários políticos liberais partiram para o exílio e foi restaurado o regime absolutista, mas D. João VI logrou impedir a ascensão ao poder do partido ultra-reaccionário e manter a sua posição determinante no xadrez político. O partido da rainha não deixou, porém, de continuar a intrigar, e menos de um ano mais tarde eclodia nova revolta miguelista, a Abrilada, que resultou no exílio do próprio Infante D. Miguel.
A Vilafrancada foi sobretudo um sintoma das tensões que a rapidez das mudanças políticas no país haviam trazido à superfície e contribuiu para alimentar o clima de instabilidade que continuou a assombrar o país até à Regeneração.

## A Proclamação
Na ocasião, D. Miguel emitiu a seguinte proclamação:
"Portugueses:
É tempo de quebrar o férreo jugo em que ignominiosamente vivemos (…) A força dos males nacionais, já sem limites, não me deixa escolha (…)
Em lugar dos primitivos direitos nacionais que vos anunciavam recobrar em 24 de Agosto de 1820, deram-vos a vossa ruína. O rei reduzido a um mero fantasma; (…) a nobreza (à qual […] deveis a vossa glória nas terras de África e nos mares da Ásia) reduzida ao abatimento e despojada do lustre que outrora obtivera do reconhecimento real; a religião e os seus ministros, objecto de mofa e de escárnio (…).
Acho-me no meio de valentes e briosos Portugueses, decididos como eu a morrer ou a restituir a Sua Majestade a sua liberdade e autoridade (…).
Não hesiteis, eclesiásticos e cidadãos de todas as classes, vinde auxiliar a causa da religião, da realeza e de vós todos. Juremos não tornar a beijar a real mão, senão depois de Sua Majestade ser restituído à sua liberdade.
Vila Franca, 27 de Maio de 1823.

## A Medalha de Fidelidade
Para comemorar o evento foi instituída a "Medalha de Fidelidade ao Rei e à Pátria", denominada jocosamente pelos liberais como "medalha da poeira". Ela destinava-se a homenagear aqueles que foram a Vila Franca como partidários de D. João VI, ou a Santarém como seguidores do Infante D. Miguel, e aos que se integraram nas tropas de Manuel da Silveira Pinto da Fonseca Teixeira, então conde de Amarante, depois elevado a marquês de Chaves. A medalha apresentava no reverso a legenda à "heróica fidelidade transmontana".